# Métropole de Lyon
Cet article concerne la métropole de Lyon. Pour l'ancienne communauté urbaine de Lyon, voir Communauté urbaine de Lyon.
Pour les articles homonymes, voir Lyon (homonymie).
La métropole de Lyon, également appelée Grand Lyon, est une collectivité à statut particulier, située dans la circonscription départementale du Rhône, en région Auvergne-Rhône-Alpes. Créée le 1er janvier 2015, la métropole de Lyon remplace la communauté urbaine de Lyon et, dans le territoire de celle-ci, le département du Rhône. Elle exerce à la fois les compétences d'un département et celles d'une métropole, pour les 58 communes qui la composent au 1er janvier 2024 (avec la fusion d'Oullins et de Pierre-Bénite). La commune de Lyon en est le siège.
Au 1er janvier 2022, la métropole de Lyon compte 1 433 613 habitants. L'Insee lui attribue le code 69M. La Poste lui attribue le code 69, qu'elle partage avec le département du Rhône.

## Histoire
Le département du Rhône est créé en 1793 par bidépartementalisation de celui de Rhône-et-Loire, à la suite du soulèvement de Lyon contre la Convention nationale. À cette époque, le fleuve éponyme marque la limite du département du Rhône-et-Loire puis du Rhône avec celui de l'Isère (à l'exception de La Guillotière, située sur la rive orientale du Rhône mais rattachée au département du Rhône-et-Loire puis du Rhône depuis l'origine, sauf pendant une brève période de 1793 à 1796 où le gouvernement révolutionnaire la rattacha à l'Isère pour punir les Lyonnais insurgés).
Le développement d'une zone urbanisée autour de Lyon entraîne en 1852 l'annexion au département du Rhône de quatre communes de la rive gauche du Rhône situées en Isère : Bron, Vaulx-en-Velin, Vénissieux et Villeurbanne.
Le 1er janvier 1969 est créée la communauté urbaine de Lyon (COURLY puis Grand Lyon). Comme il n'est alors pas possible pour une intercommunalité de réunir des communes de plusieurs départements, 6 communes de l'Ain et 23 communes de l'Isère sont intégrées au département du Rhône afin de rejoindre la nouvelle communauté urbaine. Celle-ci s'agrandit par la suite des communes de Givors et Grigny en 2007, de Lissieu en 2011 et de Quincieux en 2014.
Fin 2012, un accord est passé entre Michel Mercier, alors président du conseil général du Rhône, et Gérard Collomb, président du Grand Lyon, prévoyant la création à l'horizon 2014 d'une « euro-métropole » : le Grand Lyon remplacerait le département du Rhône sur son territoire et le projet donnerait lieu à une loi en juin 2013. Finalement, la création de la métropole de Lyon est inscrite au sein de la Loi de modernisation de l'action publique territoriale et d'affirmation des métropoles (loi MAPTAM) du 27 janvier 2014 et est mise en place le 1er janvier 2015.
Selon l'universitaire Philippe Subra, « un tel accord entre deux collectivités potentiellement rivales et, de surcroît, entre deux adversaires politiques, peut surprendre. Il n'existe pas d'autres exemples d'une collectivité acceptant volontairement d'être amputée d'une partie de son territoire au profit d'une autre. ». Il donne trois raisons à cet accord :
- une raison structurelle, à savoir « l'existence d'un modèle lyonnais de gouvernance territoriale, basé sur la recherche du consensus, ou du moins le dialogue, entre forces politiques et entre élus et milieux économiques, mais aussi avec les élites culturelles et universitaires, avec un objectif partagé : faire de l'agglomération et la région urbaine un territoire compétitif et dynamique » ;
- deux raisons conjoncturelles : d'une part, l'avantage pour la majorité départementale de droite à exclure des cantons dans lesquels la gauche progresse ; d'autre part, le transfert à la nouvelle métropole, entre autres, du musée des Confluences, et donc de son financement « dont le coût ne cesse d'enfler et qui pesait lourdement sur les finances départementales »[9].

## Géographie

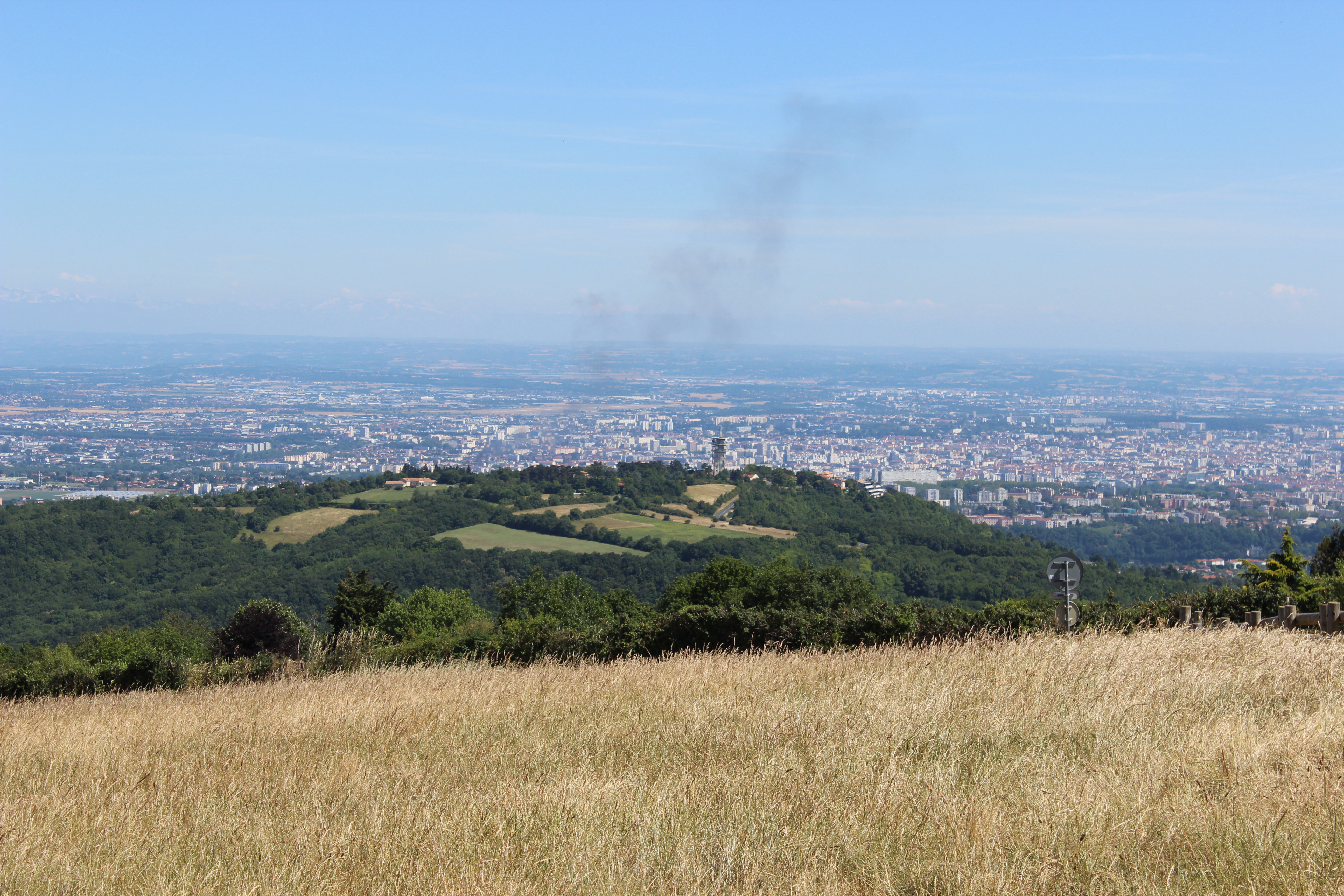
La métropole de Lyon depuis le mont Thou.

Communes de la métropole de Lyon.

La métropole de Lyon est située dans la région Auvergne-Rhône-Alpes et au nord de la vallée du Rhône. Elle compte initialement 59 communes qui faisaient précédemment partie du département du Rhône et étaient situées au sud-est de celui-ci. En conséquence, le département du Rhône fut réduit à 208 communes au lieu de 267 avant la création de la métropole. Le nombre de communes de la métropole est réduit à 58 en 2024, lors de la fusion de Oullins et Pierre-Bénite en la commune nouvelle d'Oullins-Pierre-Bénite.
La métropole est limitrophe du département du Rhône à l'ouest, au sud et à l'est, de celui de l'Ain au nord et de celui de l'Isère au niveau de Givors. Elle est traversée par le Rhône — qui arrose notamment les communes de Vaulx-en-Velin, Villeurbanne, Lyon et Givors — et son affluent la Saône — qui baigne entre autres Neuville-sur-Saône, Fontaines-sur-Saône, Caluire-et-Cuire et Lyon. Lors de la création de la métropole le 1er janvier 2015, les communes de Grigny et Vernaison absorbent une partie de Millery afin de créer un corridor reliant Grigny à Vernaison et donner une continuité territoriale à la métropole, coupant ainsi le département du Rhône en deux parties. De la même manière et afin d'assurer la continuité territoriale du département du Rhône, la commune de Jonage cède deux parties à celle de Jons, formant ainsi un autre corridor.
Bien que majoritairement urbain, le territoire de la métropole compte 40 % d'espaces naturels et agricoles.

### Communes
Son territoire s'étend sur les 58 communes suivantes :

| Nom                        | Code Insee | Gentilé         | Superficie (km2) | Population (dernière pop. légale) | Densité (hab./km2) |
| -------------------------- | ---------- | --------------- | ---------------- | --------------------------------- | ------------------ |
| Lyon (siège)               | 69123      | Lyonnais        | 47,87            | 520 774 (2022)                    | 10 879             |
| Albigny-sur-Saône          | 69003      | Albignolais     | 2,57             | 3 013 (2022)                      | 1 172              |
| Bron                       | 69029      | Brondillants    | 10,3             | 42 850 (2022)                     | 4 160              |
| Cailloux-sur-Fontaines     | 69033      | Cailloutains    | 8,69             | 2 951 (2022)                      | 340                |
| Caluire-et-Cuire           | 69034      | Caluirards      | 10,45            | 43 479 (2022)                     | 4 161              |
| Champagne-au-Mont-d'Or     | 69040      | Champenois      | 2,59             | 6 124 (2022)                      | 2 364              |
| Charbonnières-les-Bains    | 69044      | Charbonnois     | 4,13             | 5 272 (2022)                      | 1 277              |
| Charly                     | 69046      | Charlyrots      | 5,09             | 4 670 (2022)                      | 917                |
| Chassieu                   | 69271      | Chasselands     | 11,57            | 11 214 (2022)                     | 969                |
| Collonges-au-Mont-d'Or     | 69063      | Collongeards    | 3,78             | 4 604 (2022)                      | 1 218              |
| Corbas                     | 69273      | Corbasiens      | 11,88            | 11 196 (2022)                     | 942                |
| Couzon-au-Mont-d'Or        | 69068      | Couzonnais      | 3,11             | 2 541 (2022)                      | 817                |
| Craponne                   | 69069      | Craponnois      | 4,62             | 12 170 (2022)                     | 2 634              |
| Curis-au-Mont-d'Or         | 69071      | Curissois       | 3,03             | 1 186 (2022)                      | 391                |
| Dardilly                   | 69072      | Dardillois      | 13,99            | 8 980 (2022)                      | 642                |
| Décines-Charpieu           | 69275      | Décinois        | 17,01            | 29 905 (2022)                     | 1 758              |
| Écully                     | 69081      | Écullois        | 8,45             | 18 019 (2022)                     | 2 132              |
| Feyzin                     | 69276      | Feyzinois       | 9,64             | 9 727 (2022)                      | 1 009              |
| Fleurieu-sur-Saône         | 69085      | Fleurentins     | 2,91             | 1 549 (2022)                      | 532                |
| Fontaines-Saint-Martin     | 69087      | Saint-Martinois | 2,74             | 3 070 (2022)                      | 1 120              |
| Fontaines-sur-Saône        | 69088      | Fontainois      | 2,32             | 7 005 (2022)                      | 3 019              |
| Francheville               | 69089      | Franchevillois  | 8,18             | 15 664 (2022)                     | 1 915              |
| Genay                      | 69278      | Ganathains      | 8,49             | 5 632 (2022)                      | 663                |
| Givors                     | 69091      | Givordins       | 17,34            | 20 943 (2022)                     | 1 208              |
| Grigny-sur-Rhône           | 69096      | Grignerots      | 5,75             | 9 941 (2022)                      | 1 729              |
| Irigny                     | 69100      | Irignois        | 8,84             | 8 909 (2022)                      | 1 008              |
| Jonage                     | 69279      | Jonageois       | 12,11            | 6 109 (2022)                      | 504                |
| Limonest                   | 69116      | Limonois        | 8,39             | 3 933 (2022)                      | 469                |
| Lissieu                    | 69117      | Lissilois       | 5,66             | 3 193 (2022)                      | 564                |
| Marcy-l'Étoile             | 69127      | Marcyllois      | 5,37             | 3 711 (2022)                      | 691                |
| Meyzieu                    | 69282      | Majolans        | 23,01            | 36 437 (2022)                     | 1 584              |
| Mions                      | 69283      | Miolands        | 11,57            | 13 716 (2022)                     | 1 185              |
| Montanay                   | 69284      | Montanois       | 7,16             | 3 270 (2022)                      | 457                |
| La Mulatière               | 69142      | Mulatins        | 1,82             | 6 554 (2022)                      | 3 601              |
| Neuville-sur-Saône         | 69143      | Neuvillois      | 5,47             | 7 807 (2022)                      | 1 427              |
| Oullins-Pierre-Bénite      | 69149      |                 | 8,88             | 37 928 (2022)                     | 4 271              |
| Poleymieux-au-Mont-d'Or    | 69153      | Poleymoriots    | 6,21             | 1 394 (2022)                      | 224                |
| Quincieux                  | 69163      | Quincerots      | 17,72            | 3 620 (2022)                      | 204                |
| Rillieux-la-Pape           | 69286      | Rilliards       | 14,48            | 31 479 (2022)                     | 2 174              |
| Rochetaillée-sur-Saône     | 69168      | Rochetaillards  | 1,29             | 1 546 (2022)                      | 1 198              |
| Saint-Cyr-au-Mont-d'Or     | 69191      | Saint-Cyrôts    | 7,29             | 6 113 (2022)                      | 839                |
| Saint-Didier-au-Mont-d'Or  | 69194      | Désidériens     | 8,34             | 7 405 (2022)                      | 888                |
| Sainte-Foy-lès-Lyon        | 69202      | Fidésiens       | 6,83             | 21 893 (2022)                     | 3 205              |
| Saint-Fons                 | 69199      | Saint-Foniards  | 6,06             | 19 549 (2022)                     | 3 226              |
| Saint-Genis-Laval          | 69204      | Saint-Genois    | 12,92            | 21 329 (2022)                     | 1 651              |
| Saint-Genis-les-Ollières   | 69205      | Saint-Genois    | 3,74             | 5 370 (2022)                      | 1 436              |
| Saint-Germain-au-Mont-d'Or | 69207      | Saint-Germinois | 5,43             | 3 037 (2022)                      | 559                |
| Saint-Priest               | 69290      | San-Priods      | 29,71            | 49 193 (2022)                     | 1 656              |
| Saint-Romain-au-Mont-d'Or  | 69233      | Saromagnots     | 2,62             | 1 241 (2022)                      | 474                |
| Sathonay-Camp              | 69292      | Sathonards      | 1,96             | 7 039 (2022)                      | 3 591              |
| Sathonay-Village           | 69293      | Sathonards      | 5,15             | 2 418 (2022)                      | 470                |
| Solaize                    | 69296      | Solaizards      | 8,1              | 3 131 (2022)                      | 387                |
| Tassin-la-Demi-Lune        | 69244      | Tassilunois     | 7,79             | 22 819 (2022)                     | 2 929              |
| La Tour-de-Salvagny        | 69250      | Tourellois      | 8,43             | 4 460 (2022)                      | 529                |
| Vaulx-en-Velin             | 69256      | Vaudais         | 20,95            | 52 448 (2022)                     | 2 503              |
| Vénissieux                 | 69259      | Vénissians      | 15,33            | 66 701 (2022)                     | 4 351              |
| Vernaison                  | 69260      | Vernaisonnais   | 4,03             | 5 175 (2022)                      | 1 284              |
| Villeurbanne               | 69266      | Villeurbannais  | 14,52            | 162 207 (2022)                    | 11 171             |

### Démographie
Avec 1 433 613 million d'habitants au 1er janvier 2022, la métropole de Lyon est l'équivalent de la Haute-Garonne, douzième département le plus peuplé de France. La commune de Lyon concentre 37 % de la population de la métropole.
| 1968      | 1975      | 1982      | 1990      | 1999      | 2006      | 2011      | 2016      | 2022      |
| --------- | --------- | --------- | --------- | --------- | --------- | --------- | --------- | --------- |
| 1 077 794 | 1 153 402 | 1 138 718 | 1 166 797 | 1 199 589 | 1 259 353 | 1 310 082 | 1 381 249 | 1 433 613 |

### Transports
La métropole de Lyon est desservie par le boulevard périphérique de Lyon et les autoroutes A6, A7, A42, A43, A46, A47, et A89.
Les gares de Lyon Part-Dieu et Lyon Perrache sont les principales gares de la métropole et sont desservies par des trains régionaux et des liaisons nationales et internationales, notamment par train à grande vitesse.
Les transports en commun sont organisés par SYTRAL Mobilités (ou Autorité organisatrice des mobilités des territoires lyonnais), établissement public local agissant en tant qu'autorité organisatrice de transports dans la métropole de Lyon et les onze intercommunalités ayant leur siège dans le département du Rhône. Le territoire de la métropole est desservi par les Transports en commun lyonnais (TCL), par le service de transport de personnes à mobilité réduite Optibus ainsi que par certaines lignes des cars du Rhône.
Des réseaux extérieurs au champ de compétences de SYTRAL Mobilités desservent quelques arrêts dans la métropole de Lyon en correspondance avec le réseau TCL : Cars Région (Express, Ain, Isère), Colibri (Communauté de communes de Miribel et du Plateau) et L'va (Vienne Condrieu Agglomération).
La métropole de Lyon est desservie par l'aéroport de Lyon-Saint-Exupéry qui se situe à Colombier-Saugnieu (Rhône). Cet aéroport et la Gare de Lyon-Saint-Exupéry TGV sont reliés à la gare de Lyon-Part-Dieu par la ligne de tramway Rhônexpress.
La métropole inclut une Zone à faibles émissions (ZFE) comprenant Lyon, Caluire-et-Cuire, Villeurbanne, Bron et Vénissieux sur les secteurs situés à l’intérieur du boulevard périphérique Laurent Bonnevay, ainsi que la M6/M7, le périphérique Nord et le boulevard-périphérique Laurent Bonnevay. Les véhicules Crit'Air 4 et 5 sont concernés par ces restrictions,.

## Économie
L'économie de la métropole est dominée par les secteurs industriel et commercial.
Lyon fut longtemps réputée pour le travail de la soie mais ces activités sont aujourd'hui très réduites et servent le marché des produits de luxe. L'industrie médicale (bioMérieux, Sanofi, Laboratoires Boiron) y est bien implantée depuis longtemps et anime un pôle de biotechnologies innovant (Biodistrict Lyon-Gerland). La chimie et la pétrochimie y prospèrent depuis longtemps (couloir de la chimie sur les communes de Saint-Fons, Pierre-Bénite, Solaize ou Feyzin). L'automobile avec une longue tradition locale est aussi fortement représentée : Berliet (1895-1980), Renault Véhicules Industriels devenu Renault Trucks affilié au groupe suédois Volvo, plus récemment les directions assistées et autres pièces du Japonais JTEKT qui a son siège européen à Irigny. En particulier sous la direction d'Antoine Riboud, l'industrie du verre (BSN (1966-1979)) et surtout l'agro-alimentaire ( BSN (1970-1972) puis BSN-Gervais-Danone (depuis 1972), après l'essor plus ancien d'autres sociétés : Société Laitière Moderne-Le Bon Lait (1900-1969), Sté Laitière Martens (1952-1969)) se sont fortement développées et organisées. Les matériels ferroviaires et agricoles (Alstom Transport), le matériel médical (Gambro, affilié au Groupe Baxter), etc., sont également présents.
Dans le domaine des services, les activités bancaires et financières sont très développées depuis longtemps (Lyonnaise de Banque-CIC, Crédit Lyonnais, Banque populaire, assurances) ainsi que, plus récemment, la logistique (Aéroport de Lyon-St Exupéry, UPS, etc.).
Lyon est devenue une des capitales du jeu vidéo avec la création d'Infogrames en 1983 qui deviendra un important acteur du domaine dans les années 1990. La dématérialisation du secteur a représenté un virage difficile qui sera, par ailleurs, en 2013 fatal pour la société (entretemps devenue Atari).
Cependant de grands acteurs demeurent présents à Lyon avec notamment les studios d'Arkane Studios et d'Ubisoft (Ivory Tower) ainsi que la présence des bureaux d'Electronic Arts et de Bandai Namco Entertainment pour l'édition.
Afin de dynamiser le développement économique, le développement numérique, l'insertion et emploi de la métropole, le conseil du 21 septembre 2015 a voté la convention de délégation de service public relative à l'aménagement numérique à très haut débit sur le territoire de la Métropole de Lyon. Cette DSP permettra le déploiement d’un réseau d’initiative publique (RIP) à très haut débit (THD).
Cette politique THD de la Communauté urbaine de Lyon a été présentée dans les délibérations no 2012-3307, 2012-3308 et 2012-3309 du Conseil du 8 octobre 2012. Cette politique s’articule autour de deux volets :
- l’accompagnement des déploiements privés, en particulier du réseau FTTH ;
- le déploiement d'un réseau d'initiative publique (RIP) en complémentarité des investissements privés.

Ainsi, conformément aux orientations du Plan France Très Haut Débit, seront raccordés en priorité : les 93 ZAE du territoire comptant 10 000 entreprises, 165 immeubles d'entreprises, 249 hôtels, 1 631 sites publics et parapublics (dont 1 102 raccordables).

## Politique

### Statut
La métropole de Lyon est créée par la loi du 27 janvier 2014 de modernisation de l'action publique territoriale et d'affirmation des métropoles dans le cadre de l'Acte III de la décentralisation :
« La métropole de Lyon forme un espace de solidarité pour élaborer et conduire un projet d'aménagement et de développement économique, écologique, éducatif, sportif, culturel et social de son territoire, afin d'en améliorer la compétitivité et la cohésion.

« Elle assure les conditions de son développement économique, social et environnemental au moyen des infrastructures, réseaux et équipements structurants métropolitains »
— Article L. 3611-2 du Code général des collectivités territoriales.
La métropole de Lyon est « une collectivité à statut particulier, au sens de l'article 72 de la Constitution » qui exerce à la fois les compétences dévolues au département et celles dévolues aux métropoles (bien que, contrairement aux autres métropoles, la métropole de Lyon soit une collectivité territoriale à part entière et non un établissement public de coopération intercommunale).
En tant que véritable collectivité territoriale, les élus du conseil de la métropole sont désignés au suffrage universel direct.
De fait de son statut particulier, la loi prévoit que la métropole et ses organes (conseil de métropole, président) sont assimilés au département (conseil départemental, président) pour l'application de la législation en vigueur relative au département mais également qu'ils disposent des mêmes droits et sont soumis aux mêmes obligations que les établissements publics de coopération intercommunale à fiscalité propre.

#### Référendum décisoire
L’article LO 1112–1 du code général des collectivités locales pourrait trouver à s’appliquer pour la métropole de Lyon. En effet, seule une collectivité territoriale peut soumettre à référendum local « tout projet de délibération tendant à régler une affaire de la compétence de cette collectivité ».
Le référendum local n'est pas qu'une concertation ouverte à tous les habitants d’un territoire. Il s'agit de la possibilité faite aux électeurs d’une collectivité de décider, en lieu et place de leurs représentants élus.
C’est la raison pour laquelle on parle parfois de référendum décisoire ou décisionnel.

#### Compétences
La métropole exerce de plein droit, en lieu et place des communes de son territoire certaines de leurs compétences et reprend les compétences précédemment exercées par le conseil général du Rhône. Toutefois, certains services restent communs au département du Rhône et à la métropole.

##### Compétences issues de la communauté urbaine de Lyon
- aménagement urbain ;
- habitat et logement ;
- développement durable et énergie ;
- planification territoriale ;
- transports et mobilité ;
- développement économique et social ;
- relations internationales ;
- propreté (nettoyage et gestion des déchets) ;
- eau et assainissement ;
- voirie ;
- tourisme ;
- agriculture.

##### Compétences issues du département du Rhône
- insertion ;
- personnes âgées ;
- personnes en situation de handicap ;
- logement et développement urbain ;
- mobilité ;
- famille ;
- éducation (collèges) ;
- enfance ;
- culture et sport ;
- aménagement du territoire ;
- voirie ;
- tourisme ;
- agriculture.

##### Autres compétences prévues par la loi
- création et gestions d'équipements culturels ;
- construction et entretien des réseaux de chaud et froid ;
- construction et entretien des réseaux très haut débit ;
- concession de distribution d'électricité et de gaz ;
- gestion des milieux aquatiques et prévention des inondations ;
- prévention de la délinquance et accès aux droits ;
- participation à la gouvernance des gares ;
- co-pilotage des pôles de compétitivité ;
- logement ;
- création et entretien des services pour les véhicules électriques ;
- hygiène et santé.

##### Pacte de cohérence métropolitain
Un projet de « pacte de cohérence métropolitain » adopté par la conférence métropolitaine du 12 octobre 2015 puis par le conseil métropolitain du 10 décembre 2015 a pour objectif de faciliter la coordination entre les communes membres et de préciser comment mettre en place les délégations de compétences.
Le projet prévoit que les compétences peuvent être exercées sous trois modalités d'adaptation concernant 21 « propositions de coopération ou délégations possibles entre les territoires et la métropole ». Les communes disposent d'un délai de trois mois pour décider si elles veulent rejoindre ou non ce dispositif,.
Les modalités d'adaptation sont les suivantes :
- l’exercice articulé des compétences métropole-commune : ces compétences sont exercées à la fois par la métropole et les communes, d'une simple coordination à une articulation plus étroite entre la métropole et les communes concernées ;
- l’exercice articulé des compétences entre communes : deux ou plusieurs communes se rapprochent pour exercer ensemble une ou plusieurs compétences avec l'appui de la métropole ;
- l'exercice délégué de compétences entre métropole et commune : l'exercice de compétences est délégué de la métropole à la commune ou l'inverse dans des limites définies par une convention entre les deux parties.

Les 21 propositions de délégations sont :
| no | Proposition                                                                                  | Thématiques concernées                                                                           | Modalité d'adaptation                                  |
| -- | -------------------------------------------------------------------------------------------- | ------------------------------------------------------------------------------------------------ | ------------------------------------------------------ |
| 1  | Informations croisées et coordination de l’action sociale entre métropole et commune         | Action sociale, petite enfance, insertion, personnes âgées et personnes en situation de handicap | Exercice articulé des compétences                      |
| 2  | Accueil, information et orientation de la demande sociale                                    | Petite enfance, insertion, personnes âgées et personnes en situation de handicap                 | Exercice articulé des compétences                      |
| 3  | Accueil, information, instruction et accompagnement de la demande sociale                    | Aide et développement social                                                                     | Délégation de compétences de la commune à la métropole |
| 4  | Mise en place d’un dispositif de prévention santé pour les 0-12 ans                          | Aide et développement social et petite enfance                                                   | Exercice articulé des compétences                      |
| 5  | Prévention spécialisée                                                                       | Aide et développement social                                                                     | Exercice articulé des compétences                      |
| 6  | Instruction des demandes de garanties d’emprunts des bailleurs sociaux                       | Urbanisme, logement, habitat et politique de la Ville                                            | Exercice articulé des compétences                      |
| 7  | Instance d’échanges et de travail sur l’économie de proximité                                | Développement économique                                                                         | Exercice articulé des compétences                      |
| 8  | Mobilisation conjointe métropole-commune des entreprises sur la problématique de l’insertion | Développement économique et insertion                                                            | Exercice articulé des compétences                      |
| 9  | Vie étudiante                                                                                | Développement économique et attractivité                                                         | Exercice articulé des compétences                      |
| 10 | Accompagnement dans la maîtrise du développement urbain                                      | Urbanisme, logement, habitat et politique de la Ville                                            | Exercice articulé des compétences                      |
| 11 | Politique de la Ville                                                                        | Urbanisme, logement, habitat et politique de la Ville                                            | Exercice articulé des compétences                      |
| 12 | Nettoiement - Convention qualité propreté                                                    | Propreté et nettoiement                                                                          | Exercice articulé des compétences                      |
| 13 | Nettoiement : Optimisation du nettoiement des marchés alimentaires et forains                | Propreté et nettoiement                                                                          | Exercice articulé des compétences                      |
| 14 | Collecte sélective des encombrants et déchets verts                                          | Propreté et collecte                                                                             | Exercice articulé des compétences                      |
| 15 | Nettoiement : Gestion des espaces publics complexes                                          | Propreté et nettoiement                                                                          | Délégation de compétence de la commune à la métropole  |
| 16 | Nettoiement : Gestion des espaces publics de proximité                                       | Propreté et nettoiement                                                                          | Délégation de compétence de la métropole à la commune  |
| 17 | Priorisation des itinéraires de déneigement de niveau 3                                      | Viabilité hivernale                                                                              | Exercice articulé des compétences                      |
| 18 | Rapprochements et création de synergies entre écoles et collèges                             | Éducation, enfance et familles                                                                   | Exercice articulé des compétences                      |
| 19 | Développement des synergies intercommunales en matière de lecture publique                   | Culture                                                                                          | Exercice articulé des compétences                      |
| 20 | Développement des coopérations en matière de politique culturelle                            | Culture                                                                                          | Exercice articulé des compétences                      |
| 21 | Développement des coopérations en matière de sport                                           | Sport                                                                                            | Exercice articulé des compétences                      |

##### Services et instances communs à la métropole et au département du Rhône
Bien que la métropole de Lyon soit détachée du département du Rhône depuis le 1er janvier 2015, la législation prévoit que les deux collectivités territoriales continuent de disposer de certaines institutions sur toute la circonscription départementale du Rhône :
- Service départemental métropolitain d'incendie et de secours (SDMIS)[28] ;
- Syndicat mixte des transports pour le Rhône et l'agglomération lyonnaise ;
- Maison départementale et métropolitaine des personnes handicapées (MDMPH)[29] ;
- Commission départementale-métropolitaine de coopération intercommunale[30] ;
- Conseil départemental consultatif du Rhône ;
- Comité départemental des retraités et personnes âgées du département ;
- Conseil de famille du département ;
- Commission des droits et de l'autonomie des personnes handicapées ;
- Commission consultative paritaire départementale ;
- Service d'archives du département du Rhône et de la métropole de Lyon (dont relève également la conservation des antiquités et objets d'art).

#### Représentant de l'État
Pour l'organisation des services déconcentrés de l'État, la métropole de Lyon et le département du Rhône continuent de former une « circonscription départementale du Rhône » : le préfet du Rhône est également représentant de l'État dans la métropole de Lyon et les directions départementales qui en dépendent sont communes (ce qui explique que la métropole et le Rhône continuent tous deux de porter le code 69).

### Institutions
La métropole est constituée d'un conseil de la métropole et d'organes consultatifs, aussi nommées « instances territoriales »,.

#### Conseil de la métropole
De sa création en 2015 jusqu'aux premières élections métropolitaines en 2020, le conseil de la métropole de Lyon est composé des 165 membres du conseil de l'ancienne communauté urbaine de Lyon élus en mars 2014 en même temps que les conseils municipaux. Le président et ses 25 vice-présidents du Grand Lyon forment l'exécutif de la métropole.
À partir des élections métropolitaines de 2020, le conseil de la métropole, comprenant 150 membres (au lieu des 166 prévus à l'origine), est élu au suffrage universel direct dans le cadre de 14 circonscriptions électorales selon le mode de scrutin applicable aux communes de plus de 1 000 habitants,,. Ce mode de scrutin, similaire à ceux en vigueur pour les élections municipales de Paris, Lyon et Marseille, présente l'inconvénient de permettre à une minorité d'électeurs d'obtenir une majorité de sièges.
Ces circonscriptions électorales suivent globalement le découpage des conférences territoriales des maires.

##### Circonscriptions électorales
La métropole de Lyon est découpée en 14 circonscriptions électorales élisant chacune un nombre défini de conseillers métropolitains, :
- Lônes et Coteaux (12 élus) : Charly, Oullins-Pierre-Bénite, Saint-Genis-Laval, La Mulatière, Givors, Grigny-sur-Rhône, Irigny, Vernaison
- Lyon-Ouest (11 élus) : Lyon 5e et 9e
- Lyon-Sud (8 élus) : Lyon 7e
- Lyon-Centre (11 élus) : Lyon 1er, 2e et 4e
- Lyon-Est (7 élus) : Lyon 3e (moitié Est)
- Lyon-Nord (9 élus) :  Lyon 3e (moitié Ouest) et 6e
- Lyon-Sud-Est (9 élus) : Lyon 8e
- Ouest (9 élus) : Charbonnières-les-Bains, Craponne, Francheville, Marcy-l'Étoile, Saint-Genis-les-Ollières, Sainte-Foy-lès-Lyon, Tassin-la-Demi-Lune
- Plateau Nord - Caluire (8 élus) : Caluire-et-Cuire, Rillieux-la-Pape, Sathonay-Camp
- Porte des Alpes (12 élus) : Bron, Chassieu, Mions, Saint-Priest
- Portes du Sud (11 élus) : Corbas, Feyzin, Saint-Fons, Solaize, Vénissieux
- Rhône Amont (12 élus) : Décines-Charpieu, Jonage, Meyzieu, Vaulx-en-Velin
- Val de Saône (14 élus) : Albigny-sur-Saône, Cailloux-sur-Fontaines, Champagne-au-Mont-d'Or, Collonges-au-Mont-d'Or, Couzon-au-Mont-d'Or, Curis-au-Mont-d'Or, Dardilly, Écully, Fleurieu-sur-Saône, Fontaines-Saint-Martin, Fontaines-sur-Saône, Genay, Limonest, Lissieu, Montanay, Neuville-sur-Saône, Poleymieux-au-Mont-d'Or, Quincieux, Rochetaillée-sur-Saône, Saint-Cyr-au-Mont-d'Or, Saint-Didier-au-Mont-d'Or, Saint-Germain-au-Mont-d'Or, Saint-Romain-au-Mont-d'Or, Sathonay-Village, La Tour-de-Salvagny
- Villeurbanne (17 élus) : Villeurbanne

##### Géographie électorale
Depuis juin 2020, la majorité au Conseil de la Métropole est composé d'une coalition de partis de gauche sous une présidence écologiste. En ce qui concerne la géographie électorale, la commune même de Lyon connaît une importante poussée écologiste lors de l'élection de juin 2020 à l'exception du 6e arrondissement. Villeurbanne, les secteurs du Sud de Lyon autour de Vénissieux et à l'est autour de Vaulx-en-Velin donnent également une majorité à la gauche. À l'inverse, les secteurs de l'ouest lyonnais, le nord (vallée de la Saône/ Plateau Caluire-Rillieux et Monts d'Or) ainsi que le sud-est autour de Saint-Priest sont fidèles à la droite et au centre.

#### Conférences territoriales des maires
Les conférences territoriales des maires (CTM) se substituent aux conférences locales des maires de la communauté urbaine, créées en 2002, et qui réunissent les maires d'une partie du territoire de la métropole pour débattre au niveau local de certains sujets et problématiques communs à plusieurs communes en travaillant sur la déclinaison territoriale des politiques métropolitaines.
Jusqu'en 2020, Lyon et Villeurbanne étaient regroupées au sein de la même CTM. Celles-ci étaient alors au nombre de neuf.
Il existe depuis 2020 dix CTM.
- Lyon (une commune)
- Villeurbanne (une commune) ;
- Lônes et coteaux du Rhône (neuf communes) : Charly, Givors, Grigny-sur-Rhône, Irigny, La Mulatière, Oullins-Pierre-Bénite, Sainte-Foy-lès-Lyon, Saint-Genis-Laval et Vernaison ;
- Ouest Nord (huit communes) : Saint-Didier-au-Mont-d'Or, Saint-Cyr-au-Mont-d'Or, Limonest, Lissieu, La Tour-de-Salvagny, Écully, Dardilly et Champagne-au-Mont-d'Or ;
- Plateau Nord (trois communes) : Sathonay-Camp, Rillieux-la-Pape et Caluire-et-Cuire ;
- Porte des Alpes (quatre communes) : Saint-Priest, Mions, Chassieu et Bron ;
- Portes du Sud (cinq communes) : Vénissieux, Solaize, Saint-Fons, Feyzin et Corbas ;
- Rhône Amont (quatre communes) : Vaulx-en-Velin, Meyzieu, Jonage et Décines-Charpieu ;
- Val d'Yzeron (six communes) : Tassin-la-Demi-Lune, Saint-Genis-les-Ollières, Marcy-l'Étoile, Francheville, Craponne et Charbonnières-les-Bains ;
- Val de Saône (dix-sept communes) : Albigny-sur-Saône, Cailloux-sur-Fontaines, Collonges-au-Mont-d'Or, Couzon-au-Mont-d'Or, Curis-au-Mont-d'Or, Fleurieu-sur-Saône, Fontaines-Saint-Martin, Fontaines-sur-Saône, Genay, Montanay, Neuville-sur-Saône, Poleymieux-au-Mont-d'Or, Rochetaillée-sur-Saône, Saint-Germain-au-Mont-d'Or, Saint-Romain-au-Mont-d'Or, Sathonay-Village et Quincieux.

#### Conférence métropolitaine des maires
La conférence métropolitaine des maires est présidée par le président du conseil de la métropole et regroupe l'ensemble des maires des communes membres. C'est une instance de débat dans laquelle sont discutés des sujets d'intérêt métropolitain et qui doit, au début de chaque mandat et dans un délai de six mois, rédiger un document-cadre appelé « pacte de cohérence métropolitain » qui a pour but de faciliter la coordination entre les communes membres.
Conseil de Développement
La métropole de Lyon possède un conseil de développement organe consultatif chargé de prospective pouvant être saisi par saisine de l’exécutif.

### Pôle métropolitain
La métropole de Lyon succède à la communauté urbaine au sein du Pôle métropolitain du G4.

## Projets et réalisations

### Stratégie «Grand Lyon Métropole Intelligente»
Avec la stratégie « Grand Lyon Métropole Intelligente », la métropole de Lyon vient inscrire son territoire dans l'ère du numérique. Dès 2011, elle fait par d'une volonté de gouvernance locale de la donnée, avec le lancement du projet « Lyon Urban Data » ou LUD. Celui-ci prend des allures de laboratoire autour des données urbaines où se retrouvent acteurs publics et acteurs privés (entreprises) locaux avec, au centre des enjeux, l'implication directe des habitants. Dans le cadre d'un lieu nommé Tubà ou « Tube à expérimentations urbaines », des innovations prennent forme pour chercher à améliorer certains services de la ville, comme le mobilier urbain, la mobilité, l'habitat ou les réseaux intelligents.
À partir d'octobre 2012 commence le déploiement de la fibre optique Très Haut Débit, facteur de base essentiel à la réalisation des ambitions de la stratégie. Celle-ci s'organise autour de quatre piliers :
1. Les nouvelles mobilités : afin de répondre aux enjeux à la fois économiques, environnementaux et sociaux liés au développement de la mobilité urbaine, la métropole de Lyon facilite une ergonomie des déplacements sur son territoire par l'intermédiaire d'une offre de transports multimodaux, de la promotion d'outils de mobilité partagée, de prédiction et de gestion des flux.
  - Par exemple, en 2013, dans une optique de réduction de l'utilisation de la voiture individuelle, la métropole de Lyon met en place un site de covoiturage dynamique, avec traitement en temps réel. Il devient une explication, En Covoit' Grand Lyon, qui simplifie l'usage pour les citadins et les met rapidement en relation avec des covoitureurs[29].
2. Les services numériques : la métropole de Lyon cherche à développer une offre de services pour simplifier et améliorer la vie de ses habitants. En juin 2012, avec l'ouverture des données publiques, elle met en place une plateforme de données pour répondre aux usages et au service de ceux-ci. Une version Bêta est mise en ligne en 2019 pendant un an. Une nouvelle démarche, initiée en janvier 2022, marque les débuts de l'Open Data des Communes, qui regroupe dix communes du territoire métropolitain pour une ouverture toujours croissante des données publiques[23].
3. L'énergie : les enjeux autour des ressources énergétiques représentent un point majeur de la stratégie. Afin d'assurer une bonne gestion et distributions de celles-ci, la métropole de Lyon développe des réseaux intelligents, ou 'smart grid' pour orienter les usagers dans la réduction de leurs usages et de leur consommation d'énergie globale.
  - Par exemple, de 2012 à 2016 se déroule le programme Smart Electric Lyon, piloté par EDF, qui vient s'inscrire dans cet objectif, afin de sensibiliser le consommateur sur les enjeux de transition énergétique et de maîtrise de la demande en énergie. Ce sont 20 500 foyers qui bénéficient de plusieurs innovations pour apprendre à gérer leur consommation quotidienne[24].
4. Les conditions de l'innovation : avec une volonté forte de promouvoir l'innovation, la métropole de Lyon fédère un réseau d'infrastructures (université, laboratoires, espaces de coworking) et de stratégies (cleantech et numérique) pour apporter des conditions optimales à la réalisation de nouveaux projets.

## Critiques
Martin Vanier et Daniel Béhar de l'école d'urbanisme de Paris critiquent la Métropole de Lyon qui serait selon eux une construction artificielle, trop importante dans les pouvoirs qu’elle donne à l’entité et trop restreinte géographiquement car « l'aire urbaine de Lyon couvre la quasi-totalité du Rhône ». Les auteurs poursuivent arguant que la Métropole « parle davantage de la formation de la France au XIe siècle que du fonctionnement démocratique de celle du XXIe »,.
En juillet 2021, des maires du sud-ouest lyonnais menacent de quitter la Métropole de Lyon, s’estimant « méprisés » par les instances métropolitaines.
En septembre 2021, 44 maires, sur les 59 que compte la Métropole de Lyon, co-signent une tribune où ils dénoncent le mode de gouvernance et de gestion de la Métropole.
Lors d'une émission sur BFM Lyon, le maire LR de Caluire, Philippe Cochet, déplore le peu de prise en compte des municipalités en dehors de Lyon et de sa très proche banlieue.
Le 1er avril 2022, Jérôme Moroge, maire de Pierre-Bénite, annonce dans un tweet le départ de sa commune de la Métropole de Lyon ainsi que de toutes celles de la 12e circonscription du Rhône. En parallèle, il annonce la création de l’intercommunalité du SOLE (Sud Ouest lyonnais ensemble). Il s’agit d’un canular pour le 1er avril, mais celui-ci est pris au sérieux par certains, comme le député de cette même circonscription Cyrille Isaac-Sibille,.
Début avril 2022, le sénateur du Rhône, François-Noël Buffet, et les maires Jérôme Moroge et Véronique Sarselli rendent public un communiqué où ils appellent à réformer la loi MAPTAM du 27 janvier 2014, à l'origine de la création de la métropole de Lyon, appuyant entre autres sur les « carences démocratiques de l'institution » ainsi que l’imposition sans concertation de grands projets.

## Galerie

En rouge le territoire de Millery qui a intégré Vernaison, en bleu le territoire qui a rejoint Grigny-sur-Rhône. Ces deux territoires ont ainsi rejoint la métropole coupant le département du Rhône en deux.
En rouge le territoire de Jons qui a intégré Jonage, en bleu le territoire de Jonage qui a intégré Jons. Ces échanges ont permis d'assurer la continuité territoriale du département du Rhône.
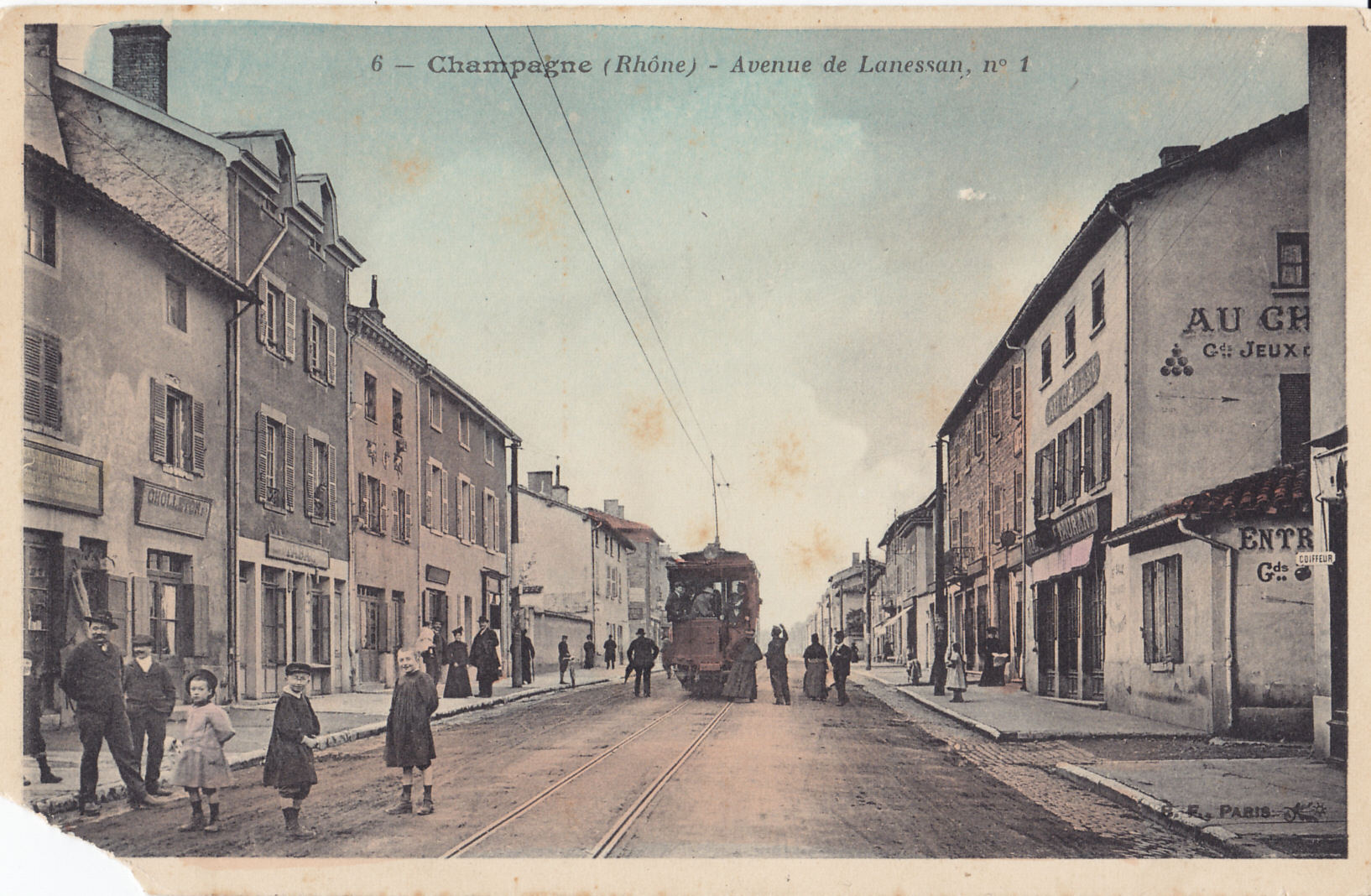
L'avenue de Lanessan à Champagne-au-Mont-d'Or, dans les années 1900.
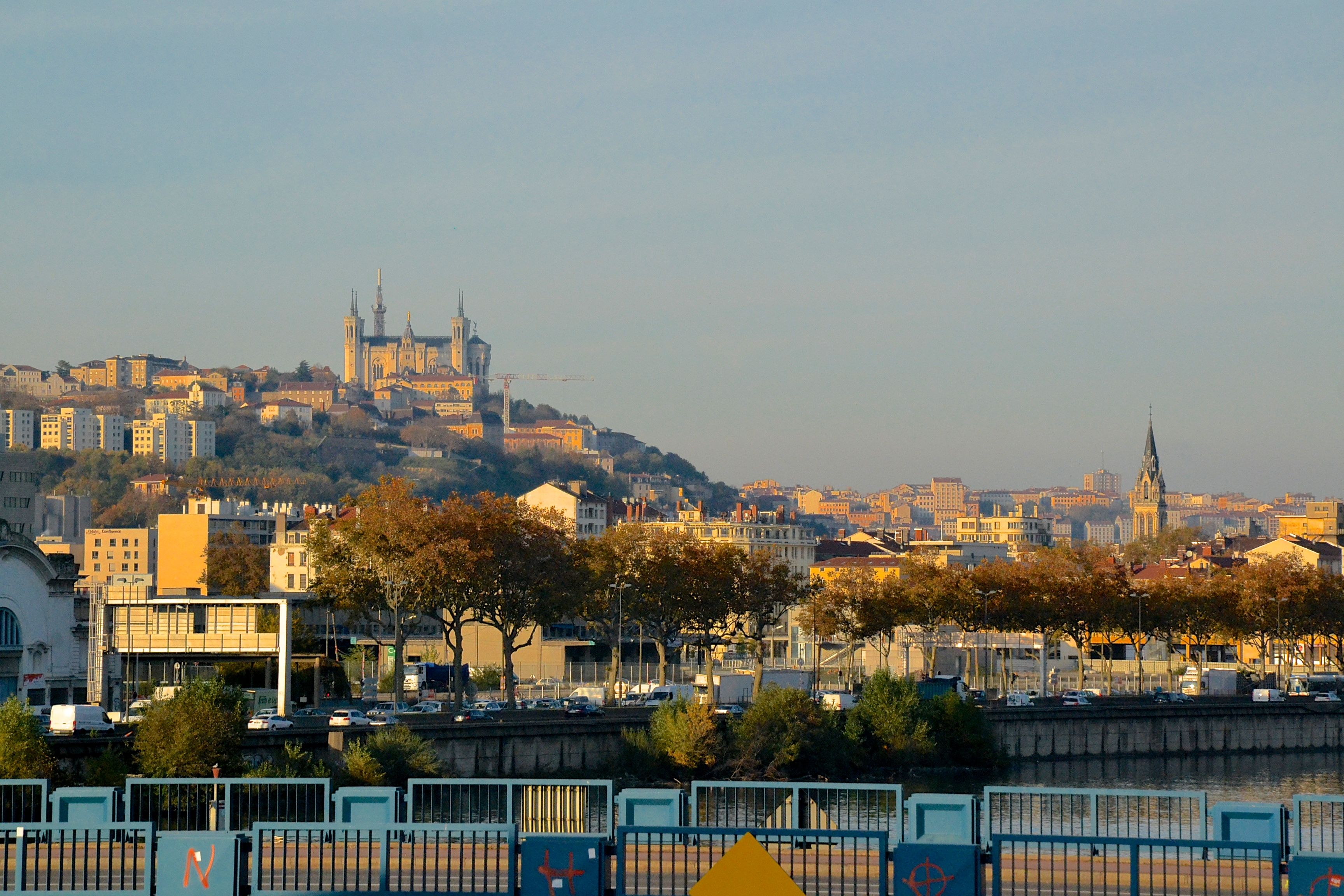
Vue de Lyon. À gauche, la colline de Fourvière ; au fond, la colline de la Croix-Rousse.
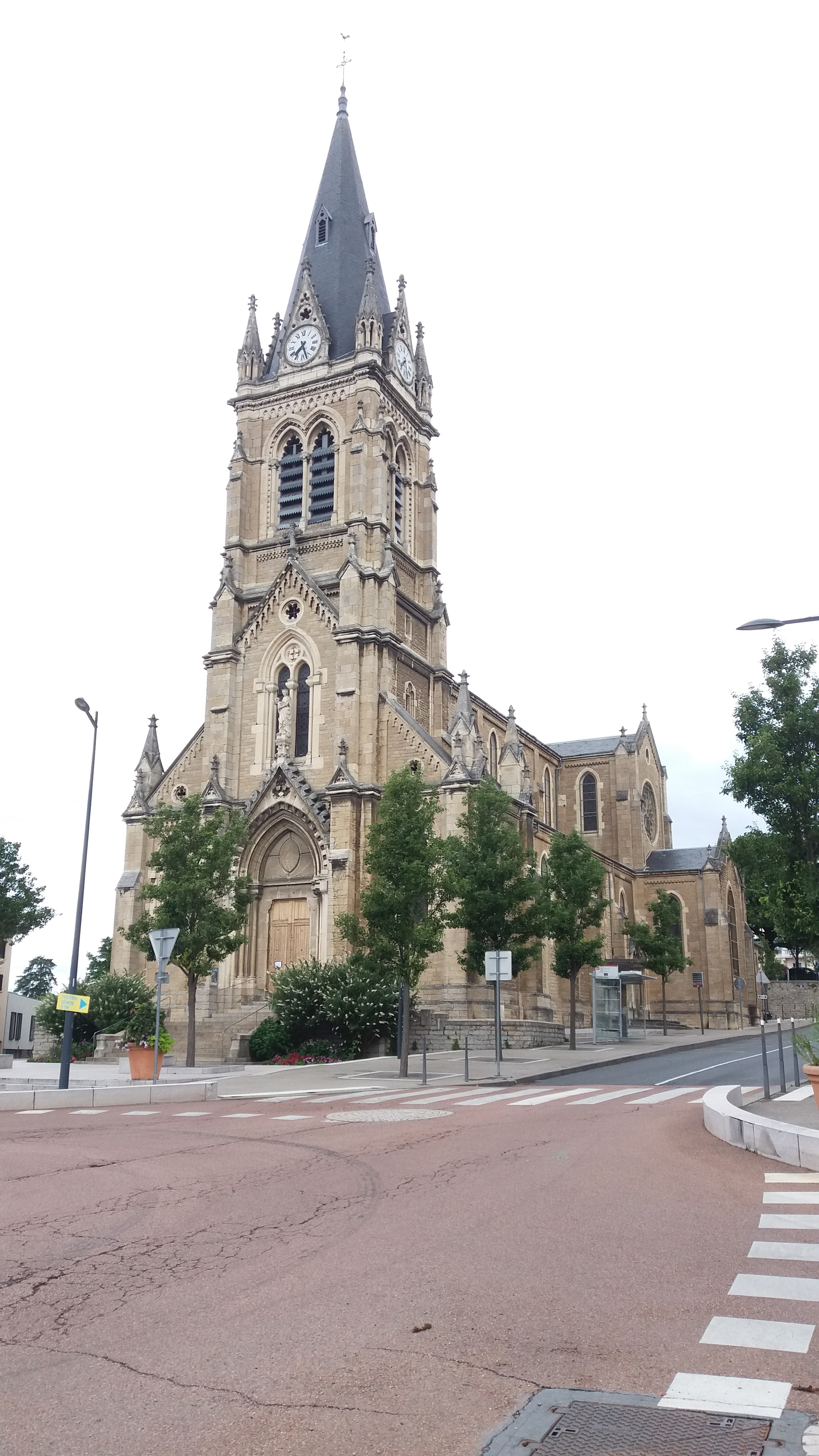
Église Notre-Dame de Saint-Didier-au-Mont-d'Or.
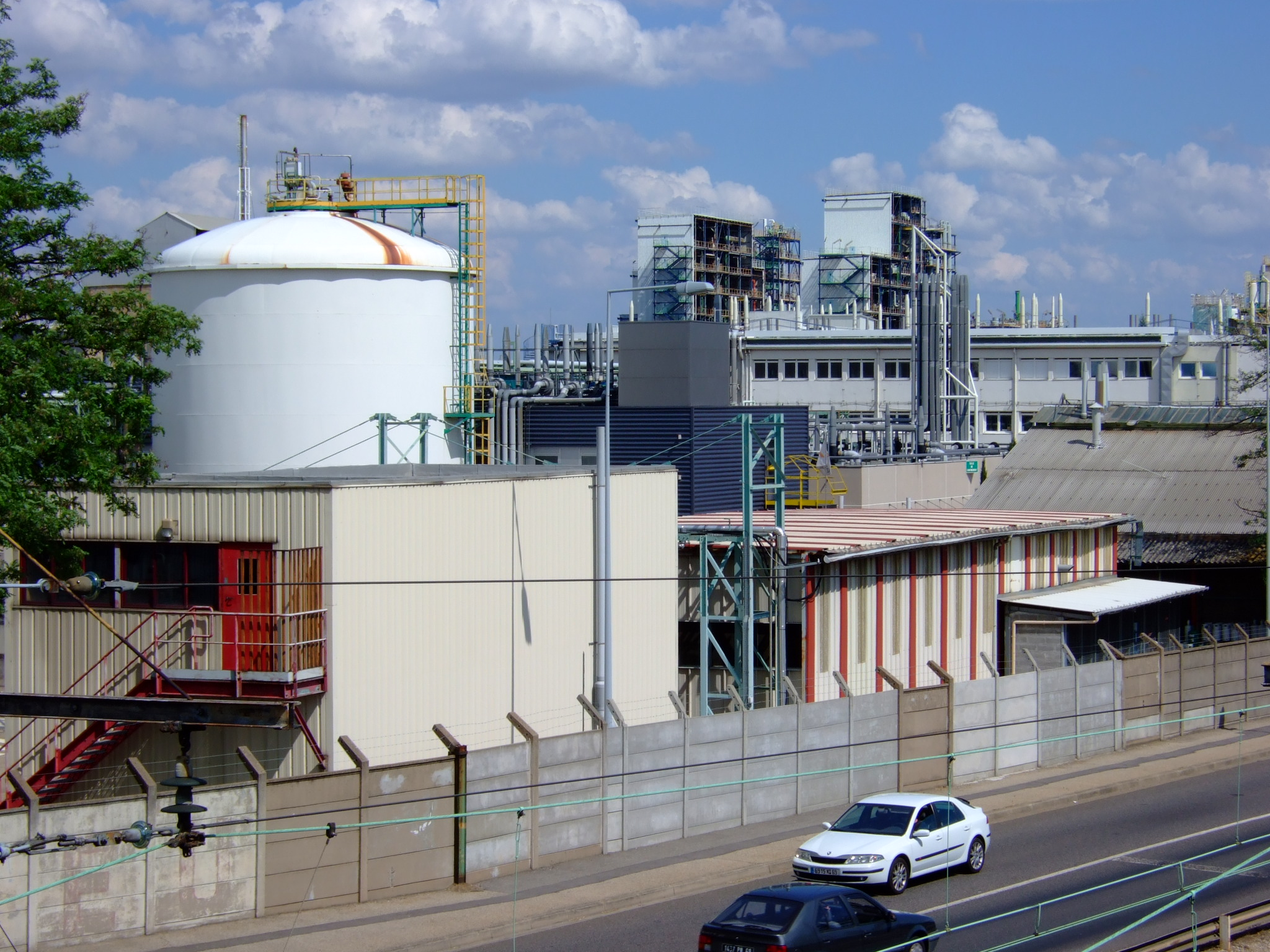
Installations industrielles d'Arkema à la limite d'Oullins.
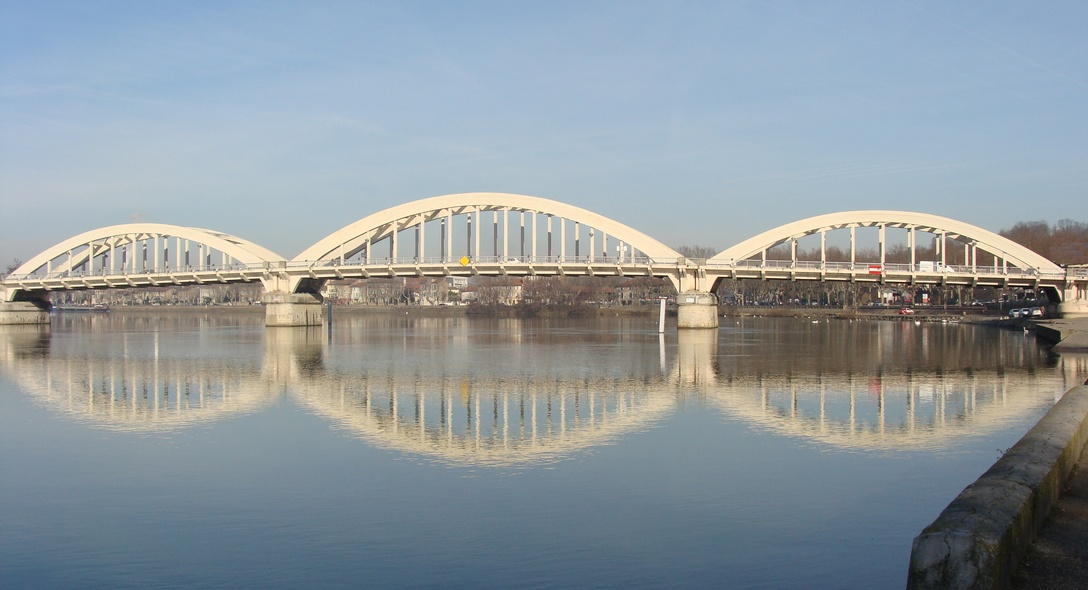
Le pont sur la Saône à Neuville-sur-Saône, vue latérale depuis l'aval.

### Identité visuelle

Ancien logotype utilisé par la métropole de 2015 à 2022.
Logotype actuel de la métropole utilisé depuis septembre 2022.